# NATOのC4Iシステム
本項では、北大西洋条約機構（NATO）が運用するC4Iシステムについて記述する。

## NADGE
NATO防空管制組織（英語: NATO Air Defence Ground Environment, NADGE）は、NATOが共同で運営する地上要撃管制システムであり、西ヨーロッパ地域において活動するNATO軍航空部隊において、作戦/戦術級C4Iシステムとして機能する。

### 来歴
第二次世界大戦後しばらくの間、西ヨーロッパでは、各国が別々に防空システムを構築してきた。しかし1960年ごろより、航空機の高速化・高高度化に対処するため、これらを欧州連合軍最高司令部隷下において一元的に統制する必要性が提唱されるようになった。これに対応して開発されたのがNADGEシステムである。
NADGEシステムにおいては、日本の航空自衛隊が採用していた自動警戒管制組織（BADGE）と同様、アメリカ合衆国のヒューズ社が開発した機種が採用されることとなった。しかしシステムの開発には、ヒューズ社だけでなく欧州各国の企業も参画することが求められたことから、合弁でNADGECO社が設立され、これが主契約者となった。契約は1966年12月28日に締結され、総額は1億1,000万ポンドであった。NADGECO社の3分の1はヒューズ社が出資し、またフランスからはトムソンCSFが、ドイツからはAEG社が、イタリアからはセレニア社が、オランダからはシグナール社が参加していた。

### 構成
NADGEシステムは、ノルウェーからトルコに至るまでの3,000マイル (4,800 km)に及ぶ防空識別圏の防空を担うものとして開発された。この地域においては、NADGE開発以前より、各国が独自に防空システムを構築しており、またオランダ、西ドイツ、ベルギーは、1958年にIPG（International Planning Group）を創設して、共同で防空システムを開発・運用していたが、これらのシステムもNADGEに代替/統合されることとなった。
レーダー・サイト
NADGEシステムは、84基のレーダー・サイト（うち37基はコンピュータ化）によって構成され、6,000名を越える地上要員によって運用される、大規模な防空システムとして開発された。レーダー・サイトの多くは既存システムで使われていたものをそのまま移行しているが、この他に、12基のトムソン社製3次元レーダー、14基のマルコーニ社製測高レーダーなどが追加された。レーダー・サイトで探知された目標情報は、デジタル化されてコントロール・センターに送信される。IPGシステムから引き継がれたレーダー・サイトの場合、探知から送信までのプロセスは30秒で行なわれる。
防空管制所
防空管制所（Control Center, CC）においては、ヒューズH-3118Mコンピュータを中核としたマン・マシン・システムによって状況判断・意思決定が行なわれる。これによって攻撃指令が下された場合、要撃機および地対空ミサイルに対する兵力統制が行なわれ、このために、コントロール・センターから要撃機や地対空ミサイルの基地までは専用の高速回線が敷設された。
火力発揮
NADGEシステムは、火力システムとして、各国の要撃機および地対空ミサイルに対する兵力統制を担当する。ただしフランス軍機のみはフランス独自の統制下におかれることになった。要撃機に対しては、VHF/UHFの電波を利用した戦術データ・リンクによって要撃指令が送信される。日本のBADGEシステムではTDDLと称されるデータ・リンクが運用されるが、NADGEシステムで用いられるものについては詳細不明である。要撃行動の全プロセスは、要撃機の場合は12分、地対空ミサイルの場合は2分で完了するものとされた。

### 運用
NADGEシステムの運用は1972年より開始された。のちに、NADGEから派生したシステムとして、イギリスではUKADGE、西ドイツではGEADGEが就役したが、これらはNADGEシステムとの相互運用性を確保していた。また、1982年からは、NATO空中早期警戒機（NAEW）計画に基づき、NADGEの地上サイトを補完するものとして、E-3A早期警戒管制機 18機の運用が開始された。NAEWシステムは、AEGIS（Airborne Early Warning Ground Environment Integration Segment）を介して、NADGEシステムと連接された。
また、冷戦構造の崩壊に伴う欧州連合の拡大を受けて、チェコのSEKTOR VS、ポーランドのDUNAJシステムも、NADGEシステムと連接されるようになっている。NADGEを中核として、これらの連接システムによって構成される防空システムは、NATO統合防空システム（NATO Integrated Air Defense System, NATINADS）と呼称されている。
この一方で、1980年代後半より、NADGEシステムを更新する新しいGCIシステムの検討が開始された。1992年より、これは航空指揮統制システム（Air Command and Control System, ACCS）として具体化し、1999年には、アメリカのレイセオン社とフランスのトムソンCSF社が合同で設立したACSI社（Air Command Systems International）との間で5億ドルの契約が締結された。ACCSはオープンアーキテクチャ化されており、ミサイル防衛にも対応可能とされている。ACCS計画においては、新しくNATOに加盟した旧東ヨーロッパを覆域に含むため、既存の機材を更新するだけでなく、新しいレーダー・サイトなど基地が設置されることとなっている。

## MCCIS
海洋指揮統制情報システム（英語: Maritime Command and Control Information system, MCCIS）は、NATO諸国海軍が共通に使用する作戦級C4Iシステムであり、NACCIS（NATO Command and Control Information system）の後継である。
共通作戦状況図（COP）はC4Iの要であり、作戦遂行に当たって部隊間でCOPを生成することは最重要であるとされている。NACCIS/MCCISは、NATO各国の海軍部隊間で、COPを生成・共有することを目的としたものである。COPを生成する半自動システムとしては、アメリカ海軍のJOTSが最初のものであり、これはのちにJMCISに発展したのち、アメリカ全軍向けGCCSの開発に伴って、そのサブシステムとしてのGCCS-Mに至った。NACCISはJMCISの、MCCISはGCCS-Mの欧州向け派生型である。通信基盤としては、NATO固有の衛星通信システムを使用する。

## 衛星通信
従来、NATOは独自の通信衛星を調達・運用することで、加盟国共通の衛星通信基盤を提供してきた。その端緒は、1970年3月に打ち上げたNATO-1であり、1971年2月にはほぼ同一の設計に基づくNATO-2が打ち上げられた。これらは、375/400メガヘルツ（UHF）での通信に対応したトランスポンダを2基搭載しており、衛星の機体設計はアメリカのIDCSP衛星に準じたものであった。
1976年4月に打ち上げを開始したNATO-3シリーズでは8/7ギガヘルツのトランスポンダ3基が追加され、1984年11月までに4機を軌道投入した。また、1991年1月から打ち上げを開始したNATO-4シリーズ（1993年12月までに2機を軌道投入）は、イギリスのスカイネット-4衛星に準じた設計を採用し、8/7ギガヘルツのトランスポンダ3基に加えて1470/1530メガヘルツのトランスポンダ2基を搭載した。
しかし、加盟各国が独自に衛星保有をすすめたこともあり、NATO-4シリーズの代替としては、NATO管理の衛星ではなく、各国の通信衛星からの回線を借り上げることとされ、2004年にはNATO SATCOM POST 2000（NSP2K）協定が締結された。これにより、イギリスのスカイネット-4/5（SHF, UHF）、フランスのシラキューズ-3（SHF）、イタリアのシクラル-1（SHF, UHF）によって、NATO各国が標準的に使用できる衛星通信基盤が提供されることとなった。